# Getreidestadel (Bad Reichenhall)

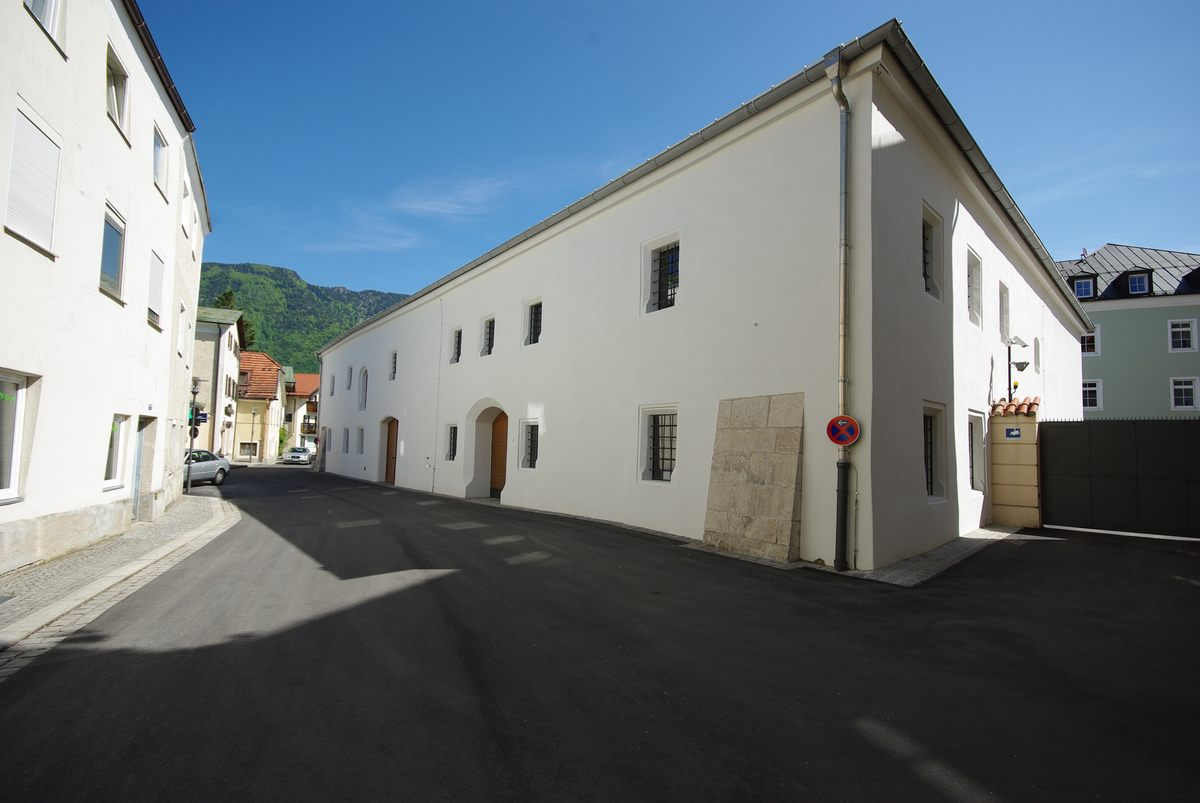
Getreidestadel

Der Getreidestadel (seltener auch: Getreidekasten) in Bad Reichenhall ist der ehemalige Getreidespeicher der Stadt. Seit 1967 beherbergt das Gebäude das Städtische Heimatmuseum Bad Reichenhall, das 2019 als ReichenhallMuseum wiedereröffnet wurde.
Das Gebäude steht unter Denkmalschutz und ist unter der Nummer D-1-72-114-28 in die Bayerische Denkmalliste eingetragen.

## Geschichte
Herzog Georg der Reiche, der nahezu alle Sudhäuser der Stadt aufkaufte und damit die Salzerzeugung in Bad Reichenhall zu einem staatlichen Monopol machte, erteilte 1479 den Befehl, die Stadt habe sich mit ausreichend Nahrung und einem Getreidekasten zu versehen. Der Stadtrat beschloss deshalb die Errichtung eines großzügig dimensionierten Getreidekasten, der 70 Jahre später nochmal erweitert und Herzoglicher Kasten genannt wurde. Das aus Stein errichtete Gebäude verfügte auf zwei Etagen über insgesamt 13 Räume zur Einlagerung von Getreide. Da in der näheren Umgebung der Stadt kaum Getreide angebaut wurde, kaufte man dieses von Händlern, um für den Winter und für Notzeiten immer mit einem ausreichenden Vorrat ausgestattet zu sein.
Neben der Einlagerung von Getreide diente das Gebäude in jüngerer Vergangenheit auch anderen Zwecken, bis schließlich das Heimatmuseum der Stadt einzog und am 26. Mai 1967 eröffnet wurde. Seitdem ist das Museum im Getreidestadel untergebracht. Nachdem das Heimatmuseum dreizehn Jahre lang geschlossen war, wurde es nach einer Investition von 1,25 Millionen Euro in „Inneneinrichtung und Neukonzeption“ als „Reichenhallmuseum“ (Eigenschreibweise: ReichenhallMuseum) im November 2019 wieder eröffnet.

## Lage
Der Getreidestadel befindet sich in der Getreidegasse, die nach dem Getreidespeicher der Stadt benannt ist. Die Getreidegasse verbindet den Wörgötterplatz mit dem Angerl und liegt innerhalb der ehemaligen Stadtmauer von Bad Reichenhall.